# محمد إدريس السنوسي
محمد إدريس بن محمد المهدي السنوسي (13 مارس 1890 - 25 مايو 1983)، هو زعيم سياسي وديني ليبي وكان ملك ليبيا من 24 ديسمبر 1951 حتى الإطاحة به في 1 سبتمبر 1969 هو أول حاكم لليبيا بعد الاستقلال عن إيطاليا وعن قوات الحلفاء. حكم المملكة الليبية المتحدة من عام 1951 إلى عام 1963، وبعد ذلك أصبحت البلاد تُعرف باسم المملكة الليبية. شغل إدريس منصب أمير برقة وطرابلس من عشرينيات القرن الماضي حتى عام 1951. ينتمي إلى العائلة السنوسية من سلالة محمد بن علي السنوسي (مؤسس الطريقة السنوسية) وورث موقع جده فأصبح زعيم الطريقة الإسلامية السنوسية.
ولد إدريس كفرد في الطريقة السنوسية، وعندما تنازل ابن عمه أحمد الشريف السنوسي عن منصبه كزعيم للجماعة، تولى محمد إدريس منصبه. كانت الحملة السنوسية جارية، حيث كان البريطانيون والإيطاليون يقاتلون ضد الحملة. وضع إدريس حدًا للأعمال العدائية، ومن خلال ما يعرف بـ اتفقيات أكروما تخلى عن الحماية العثمانية. بين عامي 1919 و 1920، اعترفت إيطاليا بالسيطرة السنوسية على معظم برقة مقابل اعتراف محمد إدريس بالسيادة الإيطالية. لاحقًا قاد إدريس قواته في محاولة فاشلة لغزو الجزء الشرقي من الجمهورية الطرابلسية.
في أعقاب الحرب العالمية الثانية، دعت الجمعية العامة للأمم المتحدة إلى منح ليبيا الاستقلال. فتأسست المملكة الليبية المتحدة من خلال توحيد برقة وطرابلس وفزان واختير محمد إدريس ليكون ملكًا عليها. وباعتباره شخصية تتمتع بنفوذ سياسي كبير في هذه الدولة التي تواجه تحديات اقتصادية، فقد فرض حظرًا على الأحزاب السياسية، وفي عام 1963 حوّل ليبيا من النظام الفيدرالي إلى دولة موحدة وأقام علاقات مع القوى الغربية، مما سمح للمملكة المتحدة والولايات المتحدة بفتح قواعد عسكرية في البلاد مقابل المساعدات الاقتصادية. وبعد اكتشاف النفط في ليبيا عام 1959، أشرف على ظهور صناعة النفط المتنامية التي ساعدت النمو الاقتصادي بسرعة.
واجه نظام محمد إدريس تحديات متزايدة، بما في ذلك تزايد المشاعر القومية العربية والاشتراكية العربية في ليبيا. وفي الوقت نفسه، كان هناك إحباط متزايد بين السكان بشأن ارتفاع مستويات الفساد في البلاد والعلاقات الوثيقة مع الدول الغربية. وأثناء وجوده في تركيا لتلقّي العلاج الطبي، أُطيح به في انقلاب عام 1969 على يد ضباط الجيش بقيادة معمر القذافي.

## حياته
هو محمد إدريس بن محمد المهدي ابن محمد بن علي السنوسي الخطابي الإدريسي الحسني العلوي الهاشمي القرشي ولد في الجغبوب جنوب شرق طبرق بشرق ليبيا (20 رجب 1307 هـ/12 مارس 1890 م.
نشأ في كنف أبيه الذي كان قائما على أمر الدعوة السنوسية في ليبيا، وعلى يديه وصلت إلى ذروة قوتها وانتشارها.
قد التحق إدريس السنوسي بالكتّاب، فأتم حفظ القرآن الكريم بزاوية «الكفرة»، مركز الدعوة السنوسية، ثم واصل تعليمه على يد العلماء السنوسيين، ثم رحل إلى برقة سنة (1320 هـ - 1902م)، وتوفي في ذات العام والده «السيد المهدي» بعد أن بلغت الدعوة في عهده الذروة والانتشار، ووصل عدد «الزوايا» إلى 146 زاوية موزعة في برقة وطرابلس وفزان والكفرة ومصر والسودان وبلاد العرب، وانتقلت رئاسة الدعوة إلى السيد أحمد الشريف السنوسي، وصار وصيّا على ابن عمه إدريس وجعله تحت عنايته ورعايته. قاد أحمد الشريف السنوسي في فترة من فترات إمارته للحركة السنوسية المجاهدين الليبيين وبعد هزيمته في المعركة التي قادها ضد الإنجليز في مصر تنازل لابن عمه محمد إدريس السنوسي.
وبعد قيام الحرب العالمية الأولى سحبت إيطاليا كثيراً من قواتها بليبيا بسبب اشتراكها في هذه الحرب، وفي الوقت نفسه رأى السنوسيون أن يساعدوا الدولة العثمانية التي دخلت الحرب أيضا، فقام السيد أحمد الشريف بحملة عسكرية على مصر منها معركة وادي الماجد، كان الغرض منها إرغام بريطانيا على القتال في حدود مصر الغربية، ومن ثم شغلها عن الحملة التركية الألمانية على قناة السويس، غير أن هذه الحملة فشلت، وعاد السيد أحمد شريف إلى بلاده منهزما، تاركا مهمة قيادة الدعوة السنوسية إلى ابن عمه محمد إدريس السنوسي وتحت إلحاح مشايخ وزعماء برقة، فاستطاع أن يقبض على الأمور بيد قوية ويضرب على أيدي المفسدين فأنقذ البلاد من خطر التشرذم والحرب الأهلية _ وبعد أن أفنت الحرب والأوبئة ثلث سكان برقة، _ واتخذ من مدينة إجدابيا مقراً لإمارته الناشئة، وأخذ يشنّ الغارات على معسكرات الإيطاليين.
تولّى إدريس السنوسي إمارة الحركة السنوسيّة في عام 1916م من ابن عمه السيد أحمد الشريف. دخل إدريس بن المهدي السنوسي في النصف الثاني من عشرينات القرن الماضي في مفاوضات مع إيطاليا. منها مفاوضات الزويتينة (من يوليو إلى سبتمبر 1916م).. مفاوضات في ضواحي مدينة طبرق منطقة عكرمة (من يناير إلى أبريل 1917م)، مفاوضات الرجمة (1914) وكان أهم شروطها هو الاعتراف بالسيد/ إدريس السنوسي كأمير سنوسي لإدارة الحكم الذاتي بحيث يشمل نطاقها واحات: الجغبوب وجالو والكفرة ويكون مقرها في إجدابيا، واتفاقية أبو مريم واجتماع إدريس السنوسي بوزير المستعمرات الإيطالية أمندولا في عام 1922 م في منطقة غوط الساس بالقرب من جردس العبيد. لم تستمر حكومة إجدابيا طويلاً لأنّ إيطاليا أرادت التخلص من اتفاقاتها وذلك بعد زحف أرتال الفاشيين على روما. فقرر إدريس السنوسي الرحيل إلى مصر وكلّف شقيقه الأصغر محمّد الرضا السنوسي وكيلاً عنه على شؤون الحركة السنوسيّة في برقة، وعُيّن عمر المختار نائباً له وقائداً للجهاد العسكري في شهر نوفمبر 1922م
لمّا قامت الحرب العالمية الثانية في عام 1939م راهن الأمير إدريس السنوسي على الحلفاء وأعلن فيما بعد انضمامه إليهم وعقد اتفاقا مع البريطانيين. ودخل إلى ليبيا بجيش أسسه في المنفى (الجيش السنوسي) في 9 أغسطس 1940م متحالفاً مع البريطانيين لطرد الغزاة الإيطاليين. ولما انتهت الحرب بهزيمة إيطاليا، وخروجها من ليبيا، عاد إدريس السنوسي إلى ليبيا في (شعبان 1364 هـ الموافق يوليو 1944 م)، وأصبحت ليبيا منذ ذلك التاريخ تحت حكم الإدارة البريطانيّة والفرنسية (الحلفاء). تحصلَ في نوفمبر 1920م على حكم ذاتي (حكومة إجدابيا)، ثم أعلن استقلال ولاية برقة في 11 أكتوبر 1949م، وانتقلت سلطات الإدارة العسكريّة البريطانية إلى حكومة برقة.

## مفاوضات بين إدريس وإيطاليا
ولما أوشكت الحرب العالمية الأولى على الانتهاء، ولم تكن المعارك بين الليبيين والإيطاليين حاسمة، لجأ الطرفان إلى مائدة المفاوضات، وعقدا هدنة في سنة (1336 هـ/ 1917 م) يعلنان فيها أنهما راغبان في وقف القتال والامتناع عن الحرب. وتضمنت هذه الهدنة عدة بنود، منها أن يقف الإيطاليون عند النقط التي كانوا يحتلونها، وأن يبقى على المحاكم الشرعية، وأن تفتح المدارس العملية والمهنية في برقة، وأن تعيد إيطاليا الزوايا السنوسية والأراضي التابعة لها، وأن تعفى من الضرائب، وفي مقابل ذلك يتعهد السنوسيون بتسريح جنودهم وتجريد القبائل من السلاح.
غير أن بنود هذه الهدنة لم تجد من ينفذها، فعاود الطرفان المفاوضات من جديد وعقدا اتفاقا جديداً سنة (1339 هـ/ 1920 م) عُرف باتفاق «الرجمة» بموجبه قسمت برقة إلى قسمين: شمالي، وفيه السواحل وبعض الجبل الأخضر، ويخضع للسيادة الإيطالية، وجنوبي، ويشمل: الجغبوب، وأوجلة، وجالوا، والكفرة، ويكون إدارة مستقلة هي الإمارة السنوسية، ويتمتع محمد إدريس بلقب «أمير» مع حفظ حقه في التجول في جميع أنحاء برقة، ويتدخل في إدارة المنطقة الإيطالية متى شعر أن مصلحة أهالي البلاد تتطلب ذلك، وفي الوقت نفسه تعهد الأمير بأن يحل قواته العسكرية، على أن يحتفظ بألف جندي فقط يستخدمهم في شئون الإدارة وحفظ النظام.[بحاجة لمصدر]

## إدريس زعيما للبلاد

محمد إدريس السنوسي.

لم تنجح هذه الاتفاقيات في تهدئة الأوضاع في البلاد وتوفير الاستقرار، وكانت أصابع إيطاليا وراء زرع بذور الشقاق في البلاد، وأدرك العقلاء أنه لا بد من توحيد الصف لمواجهة الغازي المحتل فعقد مؤتمر في «غريان» حضره زعماء الحركة الوطنية من قادة الجهاد في طرابلس، وذلك في (ربيع الأول 1339 هـ=نوفمبر 1920 م)، واتخذ فيه القرار التالي: «إن الحالة التي آلت إليها البلاد لا يمكن تحسينها إلا بإقامة حكومة قادرة ومؤسسة على ما يحقق الشرع الإسلامي من الأصول بزعامة رجل مسلم منتخب من الأمة، لا يعزل إلا بحجة شرعية وإقرار مجلس النواب، وتكون له السلطة الدينية والمدنية والعسكرية بأكملها بموجب دستور تقره الأمة بواسطة نوابها، وأن يشمل حكمه جميع البلاد بحدودها المعروفة».
وقد انبثق عن هذا المؤتمر هيئة الإصلاح المركزية، قامت سنة (1341 هـ= 1922) بمبايعة إدريس السنوسي أميرا للقطرين طرابلس وبرقة، وذلك من أجل توحيد العمل في الدفاع عن البلاد، والجهاد ضد المحتلين.
وكان قبول السنوسي لهذه البيعة وتوحيد الجهود هو ما تخشاه إيطاليا، وأدرك السنوسي بقبوله هذا أن إيطاليا لا بد أن تضمر الشر، وأنه صار هدفا، فذهب إلى مصر لمواصلة الجهاد من هناك، تاركا عمر المختار يقود حركة المقاومة فوق الأراضي الليبية، وكانت القضية الليبية تلقى عونا وتعاطفا من جانب المصريين.
وبعد أن استولى الفاشيون على الحكم في إيطاليا سنة (1341 هـ / 1922 م) اشتدت وطأة الاحتلال في ليبيا، وعادت المذابح البشرية تطل من جديد، واستولى المحتلون على الزوايا السنوسية وأعلنوا إلغاء جميع الاتفاقات التي عقدتها الحكومة الإيطالية مع السنوسيين، وكان من نتيجة ذلك أن اشتعلت حركة الجهاد، وكلما عجز المحتلون على وقف المقاومة أمعنوا في أساليب الإبادة، والإفناء ومحاربة اللغة العربية والإسلام، والعمل على تنصير المسلمين.

## السنوسي في مصر
وبعد أن استقر إدريس السنوسي في القاهرة أصبحت حركته محدودة بعد أن فرض عليه الاحتلال البريطاني في مصر عدم الاشتغال بالسياسة، وكان من حين إلى آخر يكتب في الصحف المصرية حول قضية بلاده.
ولم اشتعلت الحرب العالمية الثانية نشط إدريس السنوسي وعقد اجتماعا في داره بالإسكندرية حضره ما يقرب من 40 شيخا من المهاجرين الليبيين، وذلك في (6 من رمضان 1359 هـ / 20 أكتوبر 1939 م) وانتهى الحاضرون إلى تفويض الأمير في أن يقوم بمفاوضة الحكومة المصرية والحكومة البريطانية لتكوين جيش سنوسي، يشترك في استرجاع الوطن بمجرد دخول إيطاليا الحرب ضد الحلفاء.
وبدأ الأمير في إعداد الجيوش لمساندة الحلفاء في الحرب، وأُقيم معسكر للتدريب في إمبابة بمصر بلغ المتطوعون فيه ما يزيد عن 4 آلاف ليبي وكانو من الليبيين المهاجرين بمصر من أبناء القبائل الليبية المهاجرة بمصر من الرماح وأولاد علي والسننة والحرابي وبدعم من الجبالية بمصر والبراعصة أولاد خضرة والجوازي وعيت فايد والزعيرات (العبيدات) والسمالوس والجبيهات وحبون والإشراف وغيرهم من قبائل برقة المهاجرة إلى مصر من ظلم الأتراك العثمانيين ومن ثم الإيطاليين لتشكيل «الجيش السنوسي» بمعونة الجنرال الإنجليزي «ميتلاند ولسون» وكانوا فيما بعد عونا كبيرا للحلفاء في حملاتهم ضد قوى «المحور» في شمال أفريقيا، وساهموا مساهمة فعلية في الحرب، بالإضافة إلى ما قدِمه المدنيون في ليبيا والقبائل الليبية بمصر من خدمات كبيرة للجيوش المحاربة ضد إيطاليا لتحرير ليبيا من إيطاليا ولاحقا بعد وقوع الآلاف من الليبين بالأسر وتم نقلهم إلى شرق قناة السويس قام بزيارتهم الأمير إدريس ويرافقة أعيان القبائل الليبية المهاجرة بمصر وانضم البرقاويين الي جيش السنوسي أما الآخرين فقد آثروا السلامة وتغيّر اسم الجيش إلى جيش التحرير .

## عودة إدريس إلى ليبيا

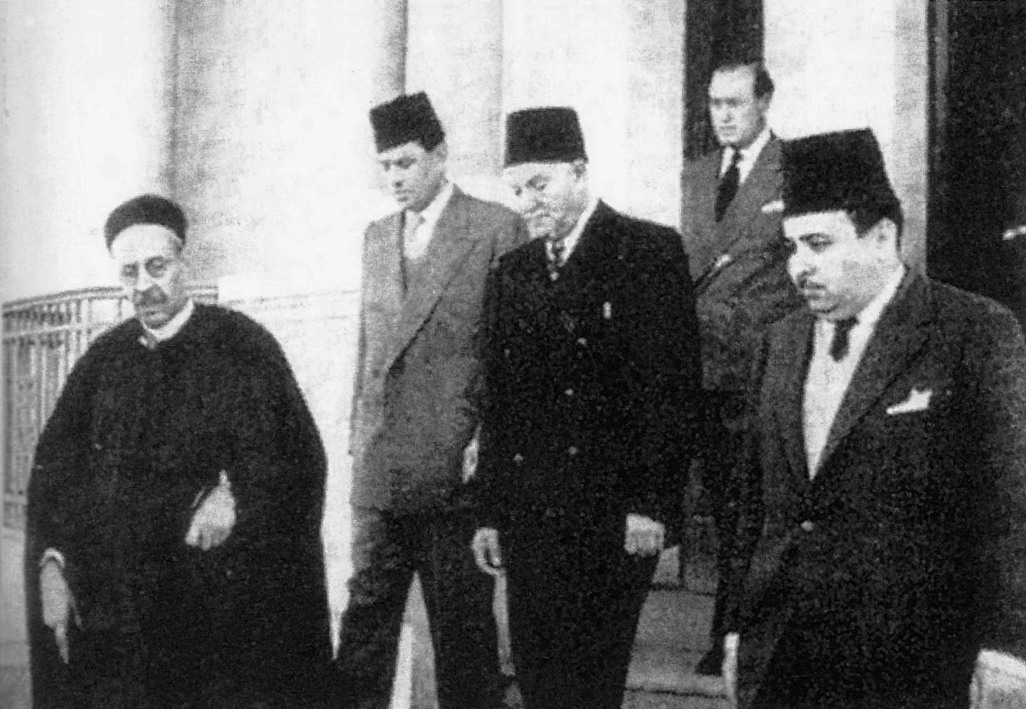
إدريس السنوسي (على اليسار) أميراً لبرقة، وخلفه (من اليسار) حسين مازق، وزير داخلية برقة، ومحمد الساقزلي، رئيس وزراء برقة، ومصطفى بن حليم، وزير الأشغال العامة في برقة.

لما انتهت الحرب بهزيمة إيطاليا، وخروجها من ليبيا، عاد إدريس السنوسي إلى ليبيا في (شعبان 1364 هـ / يوليو 1944م) فاستقبله الشعب في برقة استقبالا حافلا.
وما إن استقر في برقة حتى أخذ يعد العدة لنقل الإدارة إلى حكومته، فأصدر قرارا بتعيين حكومة تتولى إدارة البلاد، وأصدر دستور برقة، وهو يعد وثيقة مهمة من وثائق التاريخ العربي الحديث، وقد تكفل هذا الدستور حرية العقيدة والفكر، والمساواة بين الأهالي وحرية الملكية، واعتبر اللغة العربية لغة الدولة الرسمية، ونصّ الدستور على أن حكومة برقة حكومة دستورية قوامها مجلس نواب منتخب.
وفي عام 1946 اعترفت إيطاليا باستقلال ليبيا، وبحكم محمد إدريس السنوسي لها، ولم تكن إمارته كاملة السيادة بسبب وجود قوات إنجليزية وفرنسية فوق الأراضي الليبية.

## إنشاء المملكة الليبية

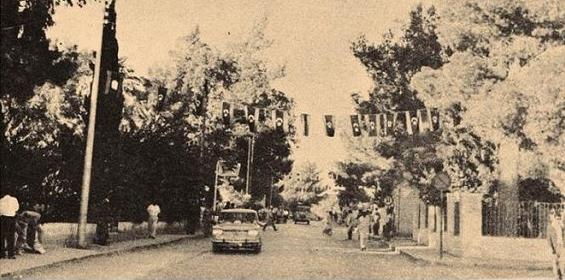
احتفالات عيد الاستقلال بمدينة البيضاء 1966

في 24 ديسمبر 1951م، أعلن الأمير محمّد إدريس السنوسي من شرفة قصر المنار في مدينة بنغازي الاستقلال وميلاد الدولة الليبيّة كنتيجة لجهاد الشعب الليبي، وتنفيذاً لقرار هيئة الأمم المتحدة، وبناءً على قرار الجمعيّة الوطنيّة الصادر بتاريخ 2 ديسمبر 1950م. وأعلن أنّ ليبيا منذ اليّوم – 24 ديسمبر 1951م – أصبحت دولة مستقلة ذات سيادة، وأنّه اتخذ لنفسه لقب ملك المملكة الليبية المتحدة، وأنّه سيمارس سلطاته وفقاً لأحكام الدستور.
نتيجة لمطالبة الليبيين بضرورة الاحتفاظ بوحدة الأقاليم الثلاثة (برقة- طرابلس- فزان) تحت زعامة الأمير إدريس أرسلت الأمم المتحدة مندوبها إلى ليبيا لاستطلاع الأمر، وأخذ رأي زعماء العشائر فيمن يتولى أمرهم، فاتجهت الآراء إلى قبول الأمير إدريس السنوسي حاكما على ليبيا.
اتجه الأمير بعد أن توحدت البلاد تحت قيادته إلى تقوية دولته، فأسس أول جمعيّة وطنية تمثل جميع الولايات الليبية في (13 من صفر 1370 هـ / 25 نوفمبر 1950)، وقد أخذت هذه الجمعية عدة قرارات في اتجاه قيام دولة ليبية دستورية، منها أن «تكون ليبيا دولة ديمقراطية اتحادية مستقلة ذات سيادة على أن تكون ملكية دستورية، وأن يكون سمو الأمير السيد محمد إدريس السنوسي أمير برقة ملك المملكة الليبية المتحدة»، كما انصرفت إلى وضع دستور للمملكة، وأصدرته في (6 من المحرم 1371 هـ= 7 أكتوبر 1951م) متضمنا 204 مواد دستورية.
وبعد أن أعلن الملك إدريس السنوسي أن ليبيا أصبحت دولة ذات سيادة عقب إصدار الدستور انضمت إلى جامعة الدول العربية سنة (1373 هـ / 1953 م) وإلى هيئة الأمم المتحدة سنة (1375 هـ / 1955م).

## الحكومات الليبية في عهده

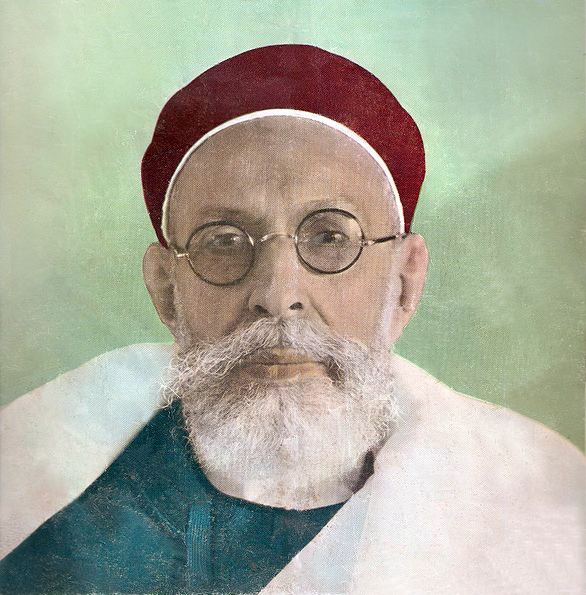
الملك إدريس السنوسي على غلاف مجلة الإذاعة عدد 15 أغسطس 1965.

كان تداول السلطة التنفيذية يتم بالطرق السلمية. وخير دليل على ذلك هو انتقال السلطة ما بين 11 حكومة خلال فترة العهد الملكى وهي 18 عاما. وهذا بيان بالحكومات الليبية التي ترأست السلطة التنفيذية:
- حكومة محمود المنتصر (1951–1954)
- حكومة محمد الساقزلي (1954)
- حكومة مصطفى بن حليم (1954–1957)
- حكومة عبد المجيد كعبار (1957–1960)
- حكومة محمد عثمان الصيد (1960–1963)
- حكومة محي الدين فكيني (1963–1964)
- حكومة محمود المنتصر (1964–1965)
- حكومة حسين مازق (1965–1967)
- حكومة عبد القادر البدري (1967)
- حكومة عبد الحميد البكوش (1967–1968)

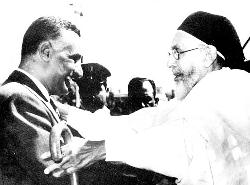
صورة تجمع الملك إدريس الأول مع الرئيس المصري وقتها جمال عبد الناصر خلال زيارة رسمية.

- حكومة ونيس القذافي (1968–1969)

## نهاية الملكية ووفاته
ظلَّ ملكاً على ليبيا حتى انقلاب في 1 سبتمبر 1969 قام به ضباط عسكريين بقيادة العقيد معمر القذافي فأطاحت بحكمه، وكان وقتها في تركيا للعلاج وتوجه لاحقًا إلى اليونان حيث أقام لفترة ثم انتقل إلى مصر برفقة زوجته الملكة فاطمة حيث حلّ في ضيافة الرئيس جمال عبد الناصر، وسكن في ضيافة الدولة المصرية بشارع بولس حنا الثاني بمنطقة الدقي ومعه الملكة فاطمة وابن أخيها الدكتور نافع بن العربي بن أحمد الشريف السنوسي وزوجته السيدة علياء بن غلبون حتى وفاته في 25 مايو 1983. ودُفن في مقبرة البقيع بالمدينة المنورة بعد أن نقلت جثمانه طائرة عسكرية خصصتها الحكومة المصرية لذلك. وكان الملك قد حُكم عليه بالإعدام غيابياً من قبل محكمة الشعب الليبية في نوفمبر 1971.

## روابط خارجية
- محمد إدريس السنوسي على موقع الموسوعة البريطانية (الإنجليزية)
- محمد إدريس السنوسي على موقع مونزينجر (الألمانية)